# Liste der Bodendenkmäler in Südlohn
Die Liste der Bodendenkmäler in Südlohn enthält die denkmalgeschützten unterirdischen baulichen Anlagen, Reste oberirdischer baulicher Anlagen, Zeugnisse tierischen und pflanzlichen Lebens und paläontologischen Reste auf dem Gebiet der Gemeinde Südlohn im Kreis Borken in Nordrhein-Westfalen (Stand: September 2020). Diese Bodendenkmäler sind in Teil B der Denkmalliste der Gemeinde Südlohn eingetragen; Grundlage für die Aufnahme ist das Denkmalschutzgesetz Nordrhein-Westfalen (DSchG NRW).
| Bild | Bezeichnung                              | Lage                      | Beschreibung | Bauzeit | Eingetragen seit | Denkmal- nummer |
| ---- | ---------------------------------------- | ------------------------- | --- | ------- | ---------------- | --------------- |
| BW   | Pfarrkirche St. Vitus                    | Südlohn Kirchplatz Karte  | Pfarrkirche St. Vitus mit Kirchplatz und ehem. Schule. Erstmals nachweisbar 1231. Westturm 1936 abgebrochen. Kirchenschiff spätestens 1507 erneuert. 1936 Errichtung eines Westquerbaus und eines südlichen Seitenschiffs. Umgeben von Kirchhof, Bestattungsplatz bis 1807.Südwestlich der Kirche ehem. Schulgebäude, abgebrochen 1892.Untertägig erhalten Fundamentreste, Fußböden, Erdverfärbungen und Kleinfunde sowie Bestattungen. |         | 19.07.1993       | 1               |
| BW   | Haus Lohn                                | Südlohn Haus Lohn 1 Karte | Ersterwähnung Mitte des 16. Jahrhunderts, Entstehung aber wohl bereits um 1300, 1596/97 in historischer Karte abgebildet als „Johan von Loens hus“, hier umgräftete, wehrhafte Anlage mit Zugbrücke und mehreren Gebäuden. Heute klassizistischer und jüngerer Gebäudebestand. Gräfte ist in W, N und NO erhalten, sonst verfüllt. |         | 19.07.1993       | 2               |
|      | Hof Pröbsting                            | Südlohn Eschstraße        | Ersterwähnung 1278 als „Provestighof“, damals Oberhof des Edlen Hermann von Lohn. Der Hofname deutet auf eine Erstehung im frühen Mittelalter. Seit 1316 im Besitz des Bischofs von Münster. Ausgangspunkt der Südlohner Ortsentwicklung. Ältere Darstellungen um 1590 und 1731. Danach umgräfteter Hof mit Torhaus, Haupthaus und Nebengebäuden sowie einem turmartigen Speicher. Gräfte verfüllt 1939. Südlicher Teil durch Krankenhaus 1992 angegriffen. Untertägig erhalten Reste der Umgräftung sowie Fundamentreste, Fußböden, Erdverfärbungen und Kleinfunde. |         | 19.07.1993       | 3               |
|      | Befestigung                              | Südlohn                   | 2 Stadttore der Befestigung a) Westliches Stadttor im Bereich Kirchstraße/Fürstenberg. Errichtet 1586/92, abgebrochen bis 1907. b) Östliches Stadttor im Bereich Kirchstraße/Bahnhofstraße. Errichtet 1596/1597, abgebrochen bis 1907. |         | 19.07.1993       | 4               |
|      | 2 Landwehr-Teilstücke im Eschlohn        | Südlohn                   | Länge ca. 120 m, Breite bis ca. 18 m, Höhe bis 0,5 m. Zunächst Doppelwall, dann Einfachwall mit beiderseitigen Außengräben. Östlicher Graben größtenteils verfüllt. |         | 30.09.1993       | 5               |
|      | 3 Landwehr-Teilstücke nördlich von Burlo | Oeding                    | Doppelwall, Länge ca. 420 m, Breite ca. 18 m, Höhe bis 016 m. Von SW Doppelwall, nach 90 m bis ca. 220 m Einzelwall, dann erneut Doppelwall. Hier nördlicher Wall durch Graben beeinträchtigt. Die Landwehrgräben teils verfüllt, teils rezent vertieft. In historischem Kartenmaterial bereits im 16. Jahrhundert verzeichnet. |         | 30.09.1993       | 6               |